# Imelda Lambertini
Imelda Lambertini (Bolonia, c. 1322–Bolonia, 12 de mayo de 1333) de nacimiento fue Magdalena Lambertini Galuzzi, ó beata Imelda, una joven religiosa italiana, fallecida a los 11 años de edad, en un profundo éxtasis durante su primera comunión, según relata la tradición. Fue beatificada en 1826 por el papa León XII.

## Historia
Aun siendo pequeñita, tenía una gran piedad, y hacía pequeños altares frente a los cuales oraba largamente. Tenía una gran admiración por Santa Inés de Roma. Su más grande deseo era el de recibir la comunión. Pero en esa época, los niños no tenían la autorización de comulgar solo hasta la edad de 11 años. Sin embargo, pedía insistentemente a sus padres que la ingresaran en el convento de las dominicas de Bolonia que aceptaba niños, quienes solo eran sujetos a una pequeña parte de la regla. Aceptaron, y Maddalena entra con las novicias del convento de Val di Pietra a los 10 años, donde toma el nombre de Imelda. Ahí, aun cuando no estaba obligada, seguía la regla con devoción y aplicación, suplicando a las religiosas y a su confesor que la dejaran comulgar, lo que ellos rechazaron, pues aún no tenía la edad permitida.
Llena de tristeza, un día, en la fiesta de la Virgen María la niña estaba en la capilla orando con las religiosas. Según se cuenta, en el momento de la comunión una hostia se elevó fuera del ciborio y se vino a detener sobre la cabeza de Imelda. El sacerdote se acerca con la patena y la bendice antes de dársela a consumir a la niña. Imelda se prosterna, y cuando las hermanas vinieron a revisarla para llevársela, la encuentran muerta con la cara en un éxtasis.

## Veneración y beatificación
Los restos incorruptos de la beata Imelda, se encuentran en la iglesia de San Segismundo en Bolonia.
Fue beatificada en 1826 por el papa León XII y fue declarada patrona de los primeros comulgantes en 1910 por el papa Pio X quien, en ese año, decreta que los niños podrían hacer su primera comunión a una edad menor a la establecida anteriormente.
Una congregación de religiosas afiliada a la Orden de los Predicadores lleva su nombre: Congregación de Hermanas Dominicas de la Beata Imelda.